# Arend François van den Steen
Arend François van den Steen, heer van Gent en Erlekom, (Zaltbommel, 4 januari 1766 - Nijmegen, 28 januari 1842) was een Nederlands burgemeester.

## Leven en werk
Mr. van den Steen, telg uit het geslacht Van den Steen, werd in 1766 in Zaltbommel geboren als zoon van de burgemeester Diederik Gerard van den Steen, heer van Ommeren en Waddestein en bewindvoerder van de VOC, en van Johanna Maria Cock. Van den Steen studeerde rechten aan de Universiteit Utrecht en promoveerde aldaar in 1786. Van den Steen was van 1816 tot 1830 burgemeester van Nijmegen. Vanaf 1816 maakte hij deel uit van een college van drie burgemeesters. Vanaf 1824 was hij de eerste burgemeester van Nijmegen in het nieuwe stelsel, zonder collega burgemeesters. Voordat hij benoemd werd tot burgemeester was hij reeds raad en schepen van Nijmegen geweest. Hij was een protestantse burgemeester in een stad met een overwegend rooms-katholieke bevolking.
Van den Steen trouwde op 4 juni 1793 te Amsterdam met Cornelia Maria Agatha Hulft, dochter van Boudewijn Jan Hulft en Johanna Philippina van Herzeele. Hij overleed in 1842 in Nijmegen op 76-jarige leeftijd. Zijn zwager Gerard van Hasselt was burgemeester van Arnhem.